# Kosugi Tengai
Kosugi Tengai est un nom japonais traditionnel ; le nom de famille (ou le nom d'école), Kosugi, précède donc le prénom (ou le nom d'artiste).
Pour les articles homonymes, voir Kosugi.
Kosugi Tengai (小杉天外, 7 novembre 1865 – 1er septembre 1952) est le nom de plume d'un romancier des ères Meiji, Taishō et Shōwa du Japon. Son véritable nom est Kosugi Tamezō. Il est considéré comme l'un des fondateurs du courant naturaliste de la littérature japonaise moderne.

## Biographie
Kosugi naît dans ce qui est à présent le village de Misato dans la préfecture d'Akita. Il s'installe à Tokyo en 1886 pour suivre les cours du English Law College (prédécesseur de l'université Chūō, mais le quitte bientôt pour se consacrer à l'écriture à plein temps. Il s'associe brièvement avec Mori Ōgai et Ozaki Kōyō avant de devenir disciple du critique littéraire et auteur satirique Saitō Ryokuu.
Il est engagé par la revue littéraire Shincho gekan en 1897, puis est transféré par le magazine au quotidien Sports Hōchi.
Il publie son premier roman, Hatsusugata, histoire d'une geisha et de ses relations avec les hommes de différentes couches sociales en 1900. Puis vient Hayariuta en 1902, qui est une de ses œuvres les plus réussies. Kosugi tente d'écrire d'une manière réaliste et objective, sans que les pensées ou les commentaires de l'auteur n'interviennent dans le récit de l'histoire, ce qui est considéré comme plutôt révolutionnaire pour l'époque. Dans l'avant-propos de Hatsusugata, il fait remarquer qu'il « cherche à toucher le lecteur non par l'inhabituel, mais par ce qui est normal et moyen ». Familier de Zola et d'autres auteurs français, son expérimentation vers le réalisme est considérée comme un précurseur d'un style japonais de naturalisme. Bien que souvent comparé à son contemporain Nagai Kafū, Kosugi a été critiqué pour ses personnages en deux dimensions qui vivent des destins prévisibles basés sur la famille ou des situations environnementales.
Kosugi est élu à l'Académie japonaise des arts en 1948. À la fin de sa vie, il se tourne vers la fiction historique.
Sa tombe se trouve dans sa ville natale de Misato dans la préfecture d'Akita.

## Source de la traduction
- (en) Cet article est partiellement ou en totalité issu de l’article de Wikipédia en anglais intitulé « Kosugi Tengai » (voir la liste des auteurs).